# Regiony ekonomiczne Rosji
Regiony ekonomiczne Rosji – Rosja podzielona jest na dwanaście regionów gospodarczych (ros. экономические районы wymawia się: [ekonomiczieskije rajony]).

## Podział regionów
Regiony ekonomiczne są jednostkami funkcjonującymi odrębnie od oficjalnych federacyjnych podziałów kulturalnych i etnicznych, utworzonymi dla potrzeb gospodarczych i statystycznych. Jednostki te wykazują następujące wspólne cechy:
- wspólne cele gospodarcze i społeczne oraz udział w programach rozwoju;
- stosunkowo podobne warunki ekonomiczne i potencjał;
- podobne warunki klimatyczne, ekologiczne oraz geologiczne;
- podobny poziom rozwoju technologicznego;
- podobne metody prowadzenia nadzoru celnego;
- ogólnie podobne warunki życia ludności.

Regiony ekonomiczne są równocześnie podzielone na strefy ekonomiczne (zwane również „makroregionami”). Region ekonomiczny lub jego część mogą należeć do więcej niż jednej strefy ekonomicznej.
Utworzenie i zniesienie regionów i stref ekonomicznych lub zmiany w ich składzie są podejmowane przez rząd federalny Rosji.

## Lista regionów ekonomicznych

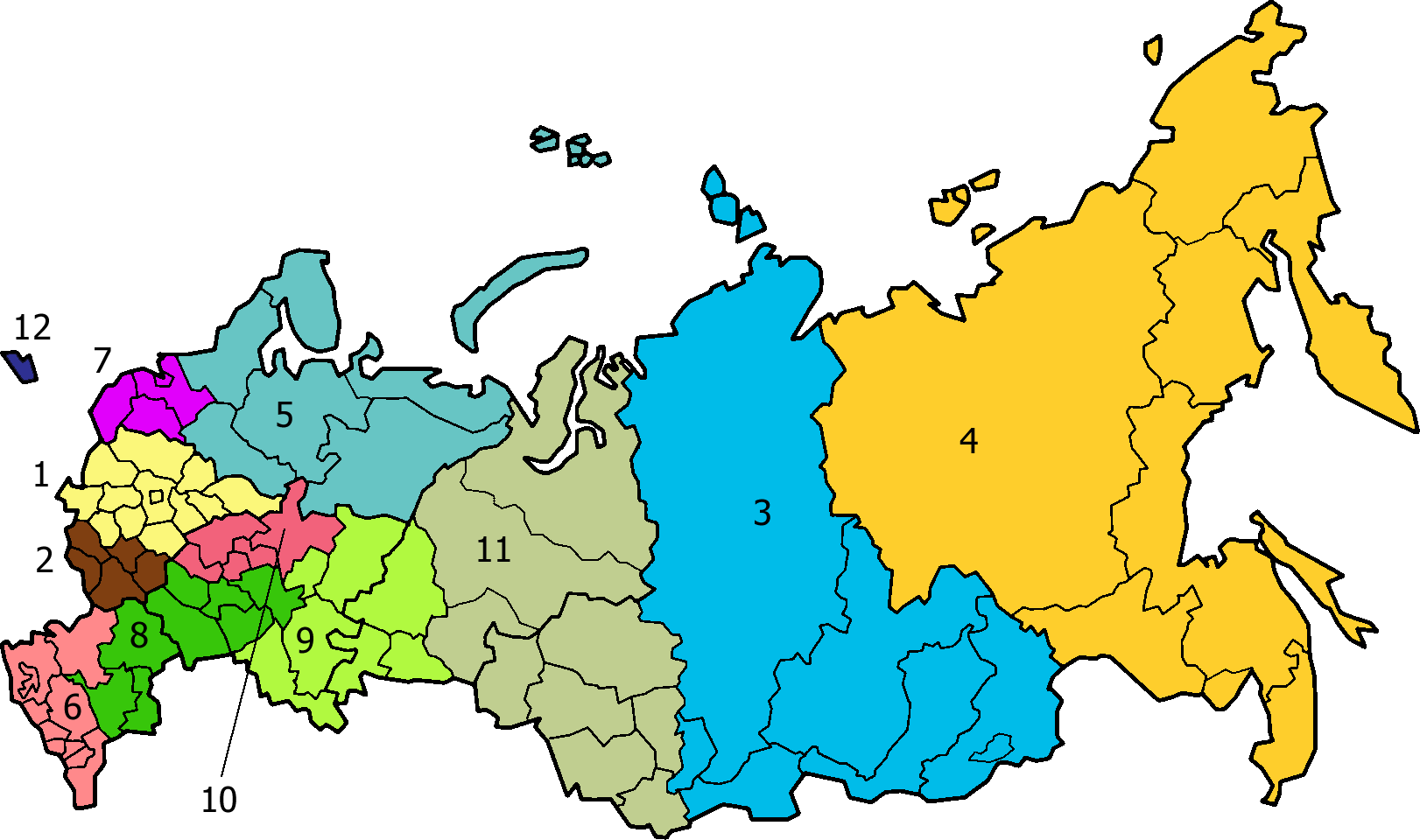
Położenie regionów ekonomicznych na terytorium Rosji

1. Region Centralny
2. Region Centralno-Czarnoziemny
3. Region Wschodniosyberyjski
4. Region Dalekowschodni
5. Region Północny
6. Region Północnokaukaski
7. Region Północno-Zachodni
8. Region Powołżański
9. Region Uralski
10. Region Wołżańsko-Wiacki
11. Region Zachodniosyberyjski
12. Obwód królewiecki